# Bataille de Choua
Insurrection de Boko Haram
La bataille de Choua a lieu le 27 mai 2015 lors de l'insurrection de Boko Haram.

## Déroulement
Le 27 mai 2015, les djihadistes de Boko Haram attaquent l'île de Choua, située sur le Lac Tchad. Celle-ci est défendue par l'armée tchadienne qui repousse les assaillants après un violent combat. Deux jours après les affrontements, le colonel Azem Bermandoa Agouna, porte-parle de l'armée tchadienne, déclare que 33 djihadistes ont été tués au cours de ce combat, tandis que du côté des militaires les pertes sont de quatre tués et quatre blessés. Il précise également que plusieurs armes légères et des grenades anti-char ont été récupérés par les soldats,.